# Ádám Présinger
Ádám Présinger (Pápa, 26 gennaio 1989) è un calciatore ungherese, difensore del Koroncó.

## Caratteristiche tecniche
È un terzino sinistro.

## Carriera

### Club
Nel 2009 il Videoton lo acquista in cambio di 50000 €.

### Nazionale
Nel 2009 ha partecipato ai Mondiali Under-20.

## Palmarès

### Club

#### Competizioni nazionali
- Campionato ungherese: 1

Videoton: 2010-2011